# Paloma Matta
Paloma Mata Leizaola, conocida como Paloma Matta y luego Paloma Chaumette (Madrid, 22 de agosto de 1945-París, 13 de septiembre de 2017), fue una actriz francesa de origen español.

## Biografía
Hizo su debut cinematográfico en 1962 en el segmento Sophie dirigido por Marc Allégret en la película Les Parisiennes, y trabajó bajo la dirección de Georges Lautner y André Michel, antes de pasar la mayor parte de su carrera en televisión, haciéndose conocida en particular gracias a su papel en la serie Belle et Sébastien en 1965.
Esposa del actor François Chaumette, con quien tuvo tres hijos (entre ellos la actriz Sarah Chaumette), renunció a su carrera actoral para convertirse en matrona, primero en el Hospital Saint-Antoine, bajo el nombre de Paloma Chaumette, trabajando para humanizar el parto a través de la práctica del apoyo global.

## Filmografía
- Les Parisiennes (1962) (segmento Sophie)
- Le Septième Juré (1962)
- Comme un poisson dans l'eau (1962)
- Journal d'une femme en blanc (1965)
- ¿Arde París? (1966)
- L'inconnue (1966) (cortometraje)